# ريتش تشايلز
ريتش تشايلز (بالإنجليزية: Rich Chiles)‏ هو لاعب كرة قاعدة أمريكي، ولد في 22 نوفمبر 1949 في ساكرامنتو في الولايات المتحدة.

## وصلات خارجية
- ريتش تشايلز على موقعبيزبول رفرنس.كوم (الدوري الرئيسي) (الإنجليزية)
- ريتش تشايلز على موقعبيزبول رفرنس.كوم (الدوري الثانوي) (الإنجليزية)
- ريتش تشايلز على موقع مشجعي الرسوم البيانية (الإنجليزية)